# Duca di Bronte
Duca di Bronte era un titolo nobiliare del Regno di Sicilia che venne creato da Ferdinando IV di Borbone per l'ammiraglio Horatio Nelson per la sua mirabile condotta nei confronti del regno.

## Storia

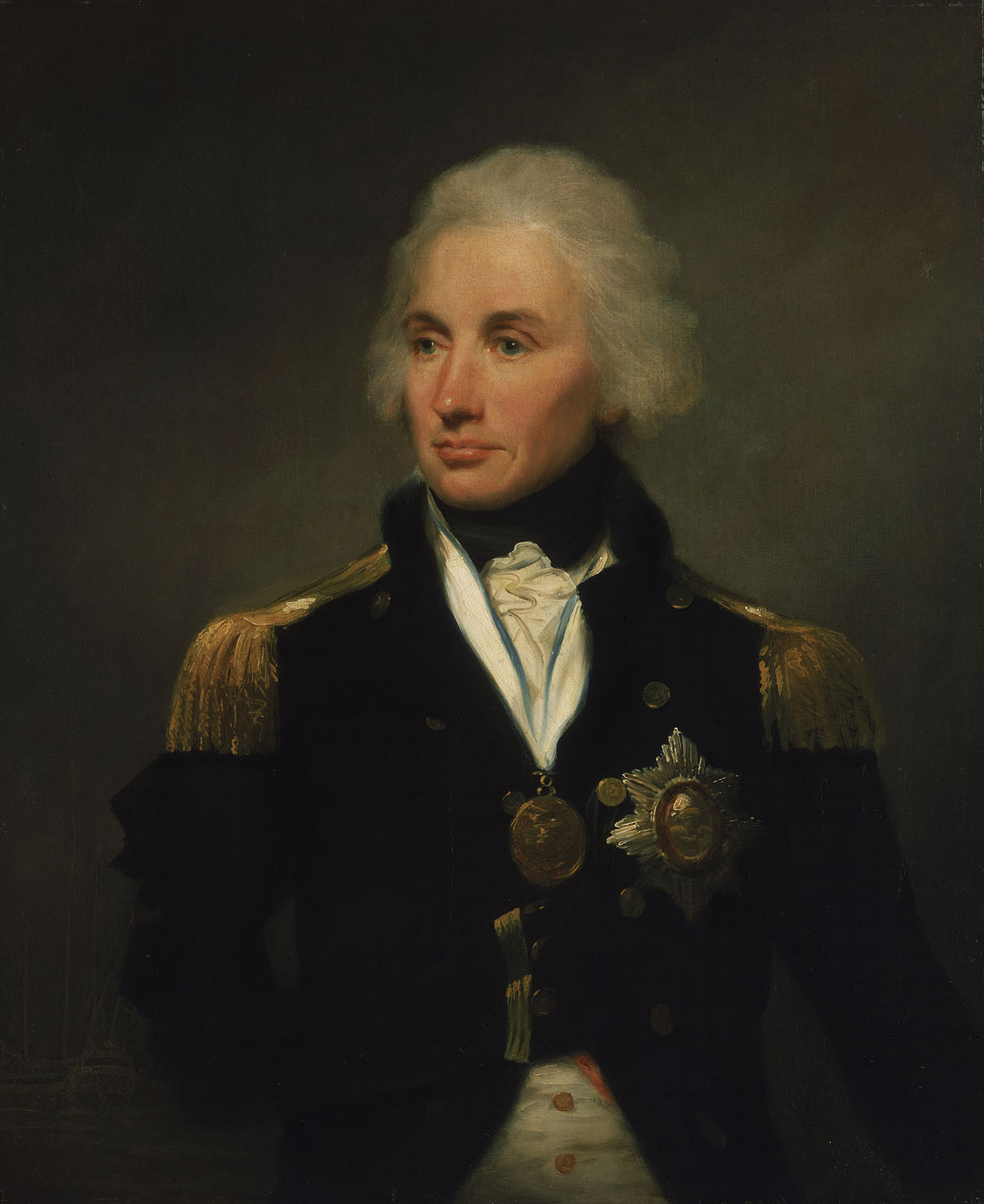
Horatio Nelson, dal 1799 I duca di Bronte

Nel dicembre del 1798, con lo scoppio dei moti rivoluzionari che portarono alla fondazione della Repubblica Partenopea, re Ferdinando IV di Napoli venne costretto a rifugiarsi a Palermo da Napoli ove la corte aveva sede e la fuga gli fu resa possibile grazie al personale interessamento della Gran Bretagna e nello specifico dell'ammiraglio Horatio Nelson che in quegli stessi anni si trovava nel Mediterraneo per contrastare l'influsso francese sull'area.
L'esilio forzoso del monarca durò poco più di un anno in quanto lo stesso Nelson riuscì a battere i francesi nella battaglia di Abukir, allontanando la flotta francese dalle coste mediterranee. Dopo aver catturato l'ammiraglio Francesco Caracciolo, che aveva aderito alla Repubblica, Nelson lo fece impiccare sulla sua nave dopo un veloce processo e riportò Ferdinando IV sul trono di Napoli. 
La notizia fece in breve tempo il giro del regno e sebbene venisse male accolta dalla maggior parte della nobiltà delle Due Sicilie che vedeva nell'ammiraglio britannico un approfittatore, il re Ferdinando IV decise in segno di riconoscenza di concedergli il titolo di Duca di Bronte, con l'annessione dei feudi dell'Abbazia di Maniace che in precedenza erano appartenuti all'Ospedale di Palermo. Anche il feudo di Bronte, ad ogni modo, venne scelto su discrezione dello stesso Nelson il quale poteva optare nella propria scelta tra Bronte, Bisacquino e Partinico, tutte proprietà confiscate alle chiese locali.
Si dice che nella scelta del feudo, Nelson fosse stato consigliato dallo stesso Ferdinando IV il quale gli garantì da Bronte la rendita annua di 6000 once su 15.000 ettari di terreno e lo esentò dal pagamento di una forte somma per diritti d'investitura alla Regia Corte come si era soliti fare all'epoca. Come ultimo tocco, Ferdinando IV concesse all'ammiraglio Nelson di concedere tale ducato dopo la sua morte a chi volesse, parenti o estranei.
Gli abitanti di Bronte cercarono di impiantare una causa su tale concessione in quanto nel 1774 erano riusciti ad acquistare a caro prezzo la loro indipendenza dall'ospedale di Palermo e ora si vedevano privati della loro libertà, ma prevalse la volontà assolutistica di Ferdinando IV.

## Duca di Bronte (1799)
- Horatio Nelson, I duca di Bronte (1758–1805)
- William Nelson, II duca di Bronte (1757–1835)
- Charlotte Mary Nelson, III duchessa di Bronte (1787–1873)
- Alexander Nelson Hood, IV duca di Bronte (1814–1904)
- Arthur Wellington Alexander Nelson Hood, V duca di Bronte (1839–1924)
- Rowland Arthur Herbert Nelson Hood, VI duca di Bronte  (1911–1969)
- Alexander Nelson Hood, VII duca di Bronte (n. 1948)